# ABA English
ABA English è una scuola di lingua inglese online la cui metodologia si basa sui principi del metodo naturale. Il corso di ABA è disponibile in inglese, spagnolo, italiano, francese, tedesco, portoghese, russo e cinese e conta milioni di utenti in oltre 170 paesi. Oltre alla versione web, dal 2015 esiste anche un’applicazione per iOS e Android.

## Storia
L’American & British Academy nacque nel 2007 per offrire via internet il corso di'inglese sviluppato durante vari anni da un gruppo di filologi, linguisti ed esperti informatici. Nel 2013 fu lanciato ABA English 4.0, una trasformazione completa di contenuti e funzionalità del corso che mantiene l’essenza della metodologia originaria già comprovata.
Tuttavia, le origini di ABA English risalgono agli anni ‘70, quando il suo cofondatore, Severo Figarola, creò l’azienda Home English (che attualmente fa parte del gruppo Planeta). Home English è
stata pioniera e leader in Spagna nell’insegnamento dell’inglese a distanza.

## Metodologia
Il corso di ABA English si basa su una metodologia propria ispirata al metodo naturale di apprendimento,
che consiste nel riprodurre il processo attraverso il quale si acquisisce la lingua materna .
Le unità si basano su cortometraggi pensati con obiettivi pedagogici e prevedono esercizi
interattivi e videolezioni di grammatica. Il corso di ABA English si suddivide in 6 livelli, dal Beginners al Business, che equivalgono al QCER Quadro comune europeo di riferimento per la conoscenza delle lingue A1-C1.
Il corso prevede l'aiuto di un insegnante, il quale viene assegnato a ciascun alunno fin dall'inizio con il fine di ottenere delucidazioni linguistiche riguardo al programma educativo .
Il metodo di ABA English è stato verificato da istituzioni indipendenti, e nel 2016 ABA English è
diventata la prima accademia di inglese interamente digitale autorizzata a emettere certificati di
Cambridge English .

## Onorificenze
Nel 2015, Reimagine Education scelse l’app di ABA English come Migliore App Educativa.
Reimagine Education è una iniziativa di The Wharton School e QS Quacquarelli Symonds, e i
suoi premi sono considerati gli “Oscar dell’Educazione” .
Nel 2016, Google selezionò l’app di ABA English come “Best of 2016” (Migliori del 2016) .
Durante l’estate del 2017, la rivista Actualidad Económica premiò ABA English come una delle
migliori start-up di Spagna.